# 加里·瓊斯
加里·瓊斯（英語：Garry Jones，1950年12月11日—2016年4月6日），英格兰足球运动员。
1965年，他在15岁的时候，他被当地人称为曼彻斯特小学生。
1968年–1975年，他在博尔顿，进行了236次比赛和进了55次球 他也有加入过谢菲尔德联队, 洛杉矶阿兹台克人,，黑池，赫里福德联和朗科恩。
1971年10月5日，他打进了三个球。 在博尔顿的曼彻斯特城足球俱乐部 
参加过英格蘭聯賽盃。

## 个人生活
琼斯住在柴郡布拉姆霍尔并有三个孩子和四个孙儿。他在2016年4月6日死亡。

## 荣誉
博尔顿
- 丙级联赛冠军: 1972–73

朗科恩
- 联盟超级联赛
  - 冠军: 1981–82